# France-Navigation
France-Navigation est une compagnie maritime créée le 15 avril 1937 pour alimenter les républicains espagnols en armes et denrées diverses durant la guerre d'Espagne. Son siège social est 1 boulevard Haussmann à Paris. Le capital de la compagnie est d'un million de francs à sa création.

## Activités
Créée à l'initiative de Luis Araquistáin, ambassadeur d'Espagne en France durant la guerre d'Espagne, les activités de cette compagnie étaient essentiellement clandestines, la non-intervention avait été décidée par le gouvernement de Léon Blum et acceptée par vingt-huit nations, dont l'Italie et l'Allemagne. Le rôle officiel de cette compagnie est l’organisation, sur le plan national, du transport maritime. Le but clandestin est d’acheminer dans les territoires républicains espagnols les armements (en provenance surtout de l’URSS, mais aussi d’autres pays). Le responsable de la compagnie est Giulio Ceretti , communiste italien qui fut, pendant un temps, membre du Comité Central français, sous le nom de Paul Allard. Son adjoint est un communiste français de 23 ans qui vient de terminer son service militaire comme officier : Georges Gosnat. La compagnie compte jusqu’à 25 cargos, avec 2000 officiers et marins de toutes tendances politiques.
Dans un premier temps, les bateaux soviétiques partent du port de Mourmansk et viennent décharger leurs armes (en pièces détachées) au Havre ou à Bordeaux. Ils ne peuvent pas venir par la Méditerranée et débarquer à Marseille pour des raisons de sécurité. Puis la livraison à l’Espagne se fait par le train, tant que la frontière entre la France et l’Espagne est ouverte…
Lorsque la frontière est fermée et surveillée par des observateurs étrangers délégués par le pacte de non-intervention, les cargos de France-Navigation entrent en action : soit à partir des ports français, soit directement dans les ports soviétiques ou autres (Anvers, Rotterdam…) Les cargos français chargent les armes sous d’autres appellations, notamment machines agricoles ou autres… et les livrent aux Espagnols.
Dans les eaux territoriales françaises, c’est la Marine Nationale qui assure leur protection. Dans les eaux internationales et espagnoles, la menace de représailles réussit à obtenir que, sur les 227 liaisons maritimes, en deux ans et demi, aucune attaque ne soit perpétuée à leur encontre.
Il faut préciser que les cargos de France Navigation, pour mieux passer inaperçus, changent en pleine mer, en ajoutant une cheminée factice par exemple ou en modifiant sa peinture, ainsi que son nom et son immatriculation. Ils camouflent leurs destinations vers l’Espagne en passant par des circuits commerciaux normaux qu’ils assurent, en particulier vers l’Afrique du Nord,

## Histoire de la compagnie par l’un de ses membres
Ahmed Glila, Tunisien des îles de Kerkennah, arrive à Marseille en 1937. Il participe à une manifestation réprimée par les forces de l’ordre. C’est à cette occasion qu’il rencontre Auguste Dumay, militant communiste, qui était le chef du service armement de la compagnie France-Navigation, créée quelques mois plus tôt, le 15 avril 1937, pour venir en aide aux républicains espagnols. Auguste Dumay cherche et recrute des hommes pour former l'équipage des bateaux de la compagnie. Il les choisit parmi les militants et les sympathisants, sobres de préférence. Ahmed Glila fut l’un d’eux, il a été militant syndicaliste et a fait venir beaucoup de marins originaires de son île natale.
Les bateaux sur lesquels Ahmed a navigué étaient beaux et leurs noms faisaient rêver : Guilvinec, Lezardrieux, Bonifacio, Canteleu, Croisset Cap pinède, Kerkennah, Trégastel, Saint-Malo, etc.
Ahmed Glila cessa de naviguer après la vente de la compagnie, vers 1952 ou 1953.
L’histoire de la compagnie France-Navigation a été faite d’hommes de grande valeur et de grand talent, mais aussi de personnes plus humbles éprises de justice, de fraternité et d'égalité.
France Navigation livre aussi d’autres fournitures (alimentaires entre autres…) et transporte parfois des passagers.
Ces cargos évacuent, entre autres, les enfants de Bilbao en juin 1937, sous la protection de la Marine française. Ils évacuent aussi des femmes, des soldats blessés et, au moment de la déroute espagnole en 1939, ils sont utilisés pour la retraite des troupes républicaines et des dirigeants politiques pris au piège des dernières poches de résistance.

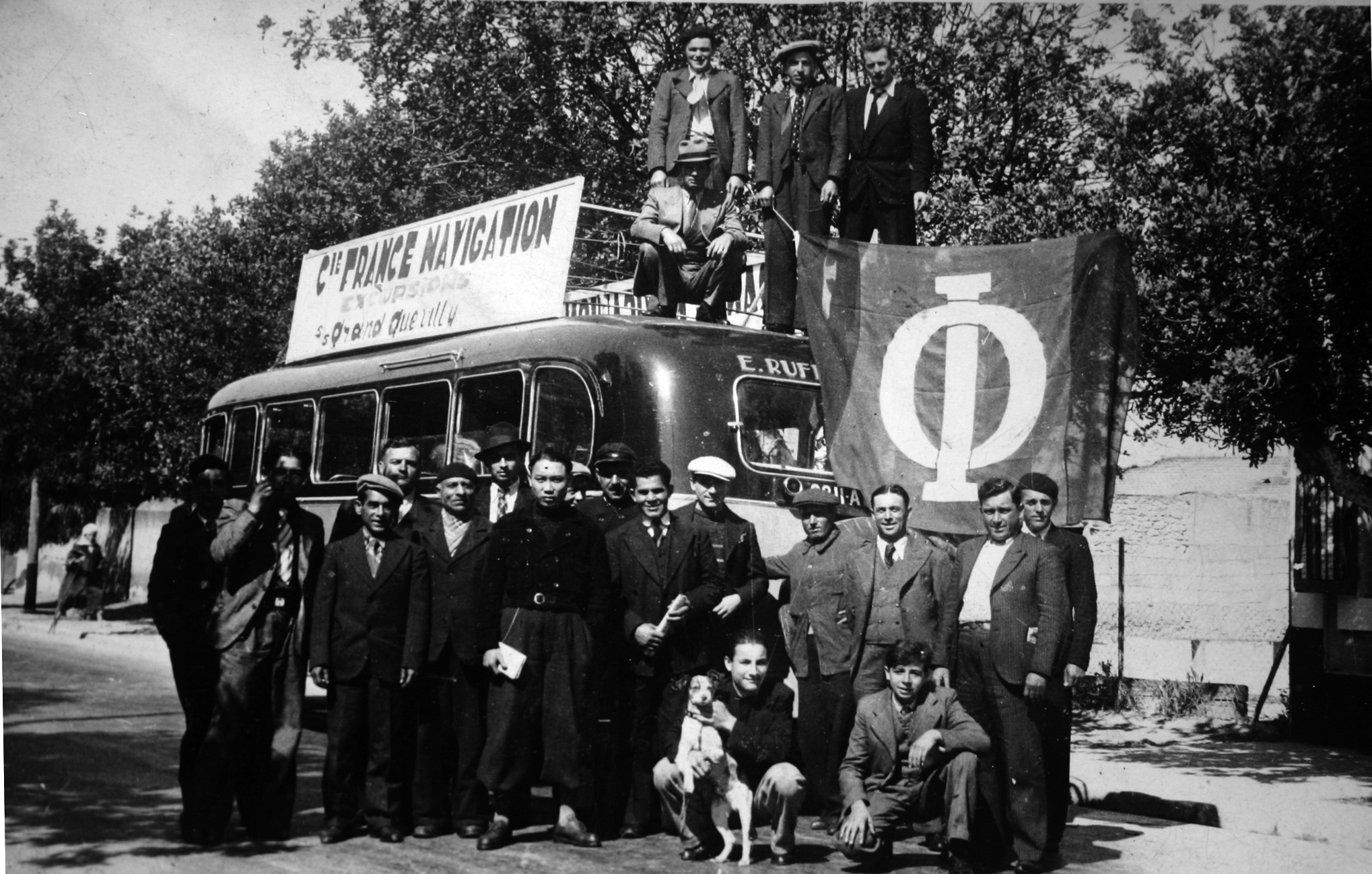
Excursion organisée par la compagnie, pour l'équipage du Grand Quevilly dans la région d'Oran en 1938.
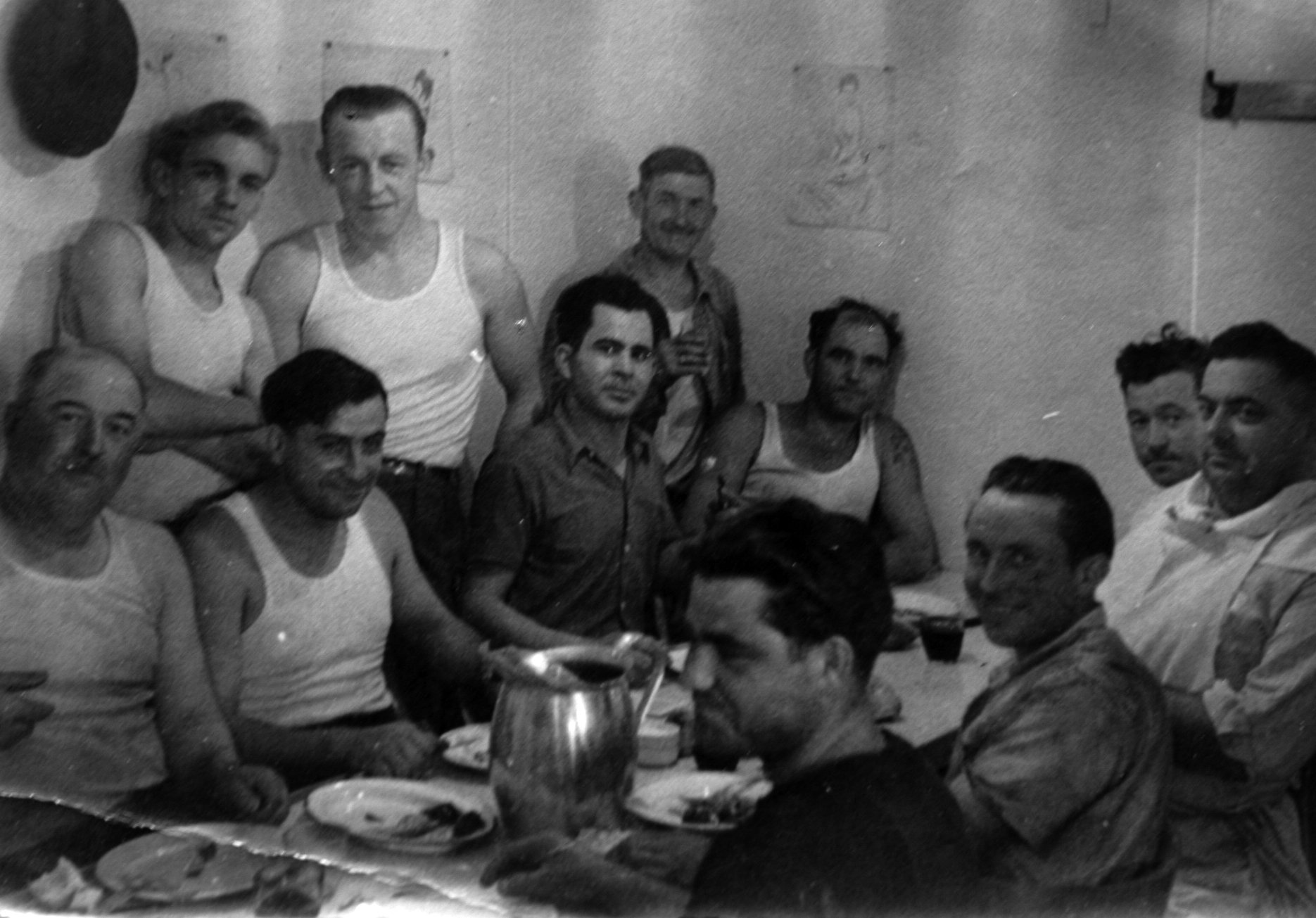
L'équipage d'un des bateaux de la compagnie après la guerre.
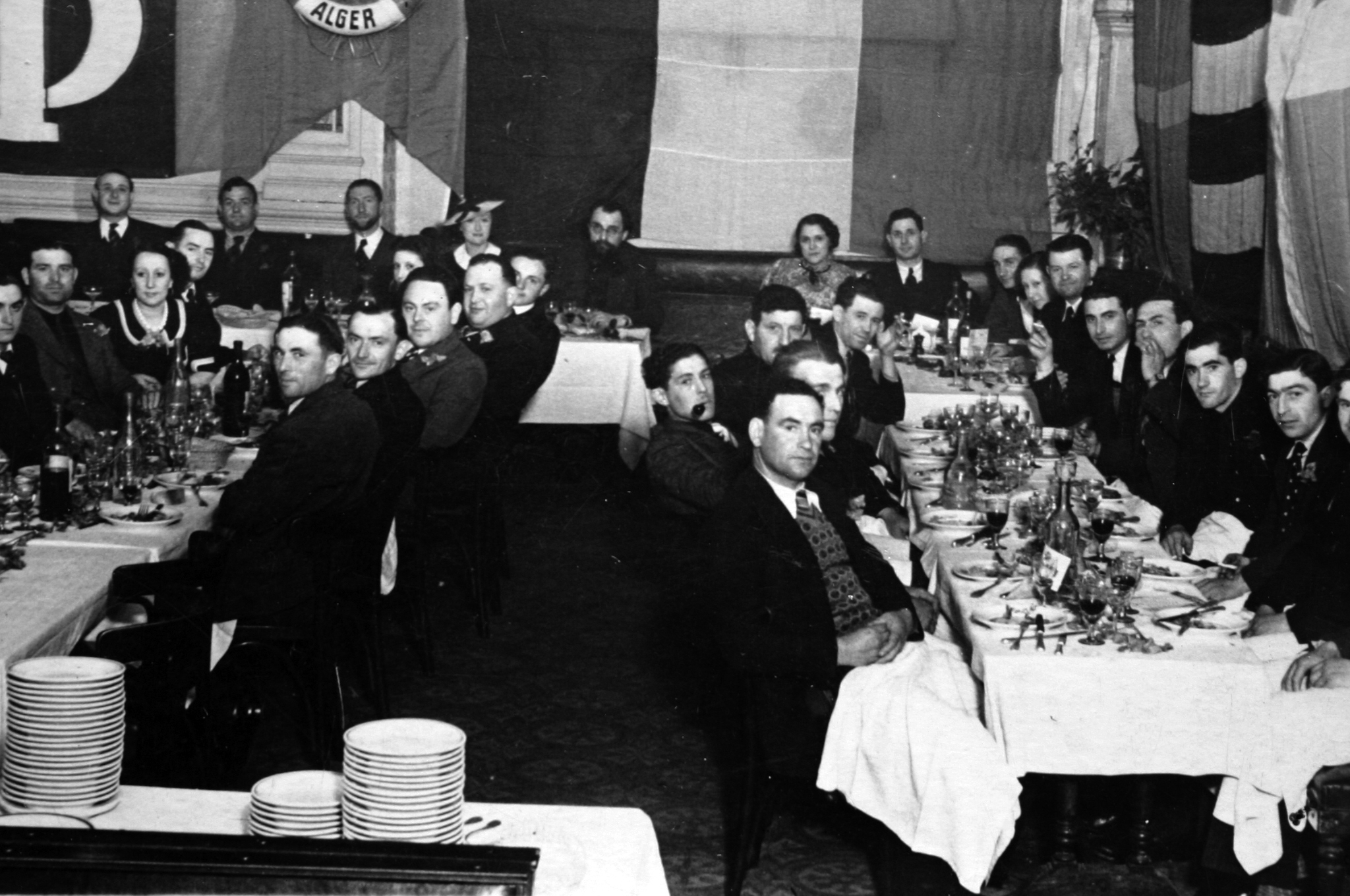
Immatriculation à Alger du bateau Grand Quevilly en 1938.
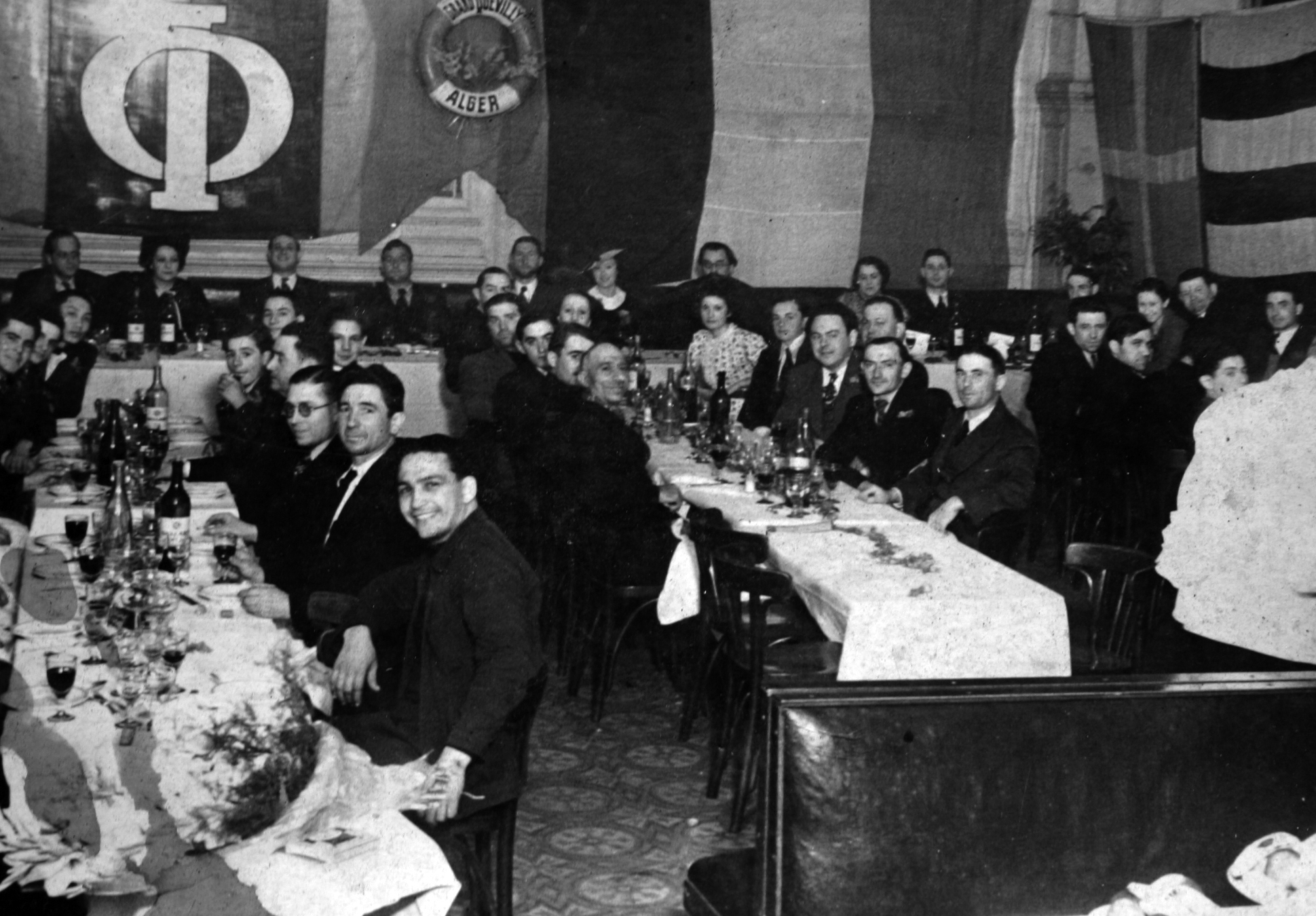
Ce bateau, appelé auparavant Los Carlos, était un bananier, il fut acheté à un pays nordique.

### Sources
- Dominique Grisoni et Gilles Hertzog, Les Brigades de la Mer, Grasset, 1979  (ISBN 2246008514).